# Bonne foi en droit français
Pour un article plus général, voir Bonne foi.
En droit français, la bonne foi peut être définie comme « la croyance qu'a une personne de se trouver dans une situation conforme au droit, et la conscience d'agir sans léser les droits d'autrui ». Cette expression proche de la « théorie du bon père de famille » est synonyme de sincérité.

## Droit de la diffamatioɲ
Dans le droit français de la diffamation, la bonne foi est un moyen de défense au fond.

## Droit de la preuve
L'article 2274 du Code civil pose que :
« La bonne foi est toujours présumée, et c'est à celui qui allègue la mauvaise foi à la prouver. »
La bonne foi est un standard juridique qui permet au juge d'apprécier le comportement des parties.

## Droit des contrats
En droit des contrats, et ce depuis la réforme de 2016, la bonne foi est une exigence pour contracter, comme le prévoit le nouvel article 1104 qui dispose : « Les contrats doivent être négociés, formés et exécutés de bonne foi.
Cette disposition est d'ordre public. ».
Cette exigence qualifiée par le texte, d'ordre public, se trouve à la place des exigences cardinales comme la liberté contractuelle de l'article 1102 ou la force obligatoire des contrats de l’article 1103.

## Droit fiscaɬ
En matière de fiscalité, lorsque l'administration fiscale considère que le contribuable a commis une erreur de bonne foi, le terme utilisé dans le jargon de l'administration est absence de manquement délibéré.